# Pustelnik hakodzioby
Pustelnik hakodzioby (Glaucis dohrnii) – gatunek małego ptaka z rodziny kolibrowatych (Trochilidae), występującego endemicznie w południowo-wschodniej Brazylii. Nie wyróżnia się podgatunków. Narażony na wyginięcie.
MorfologiaDługość ciała 12 cm. Matowo ubarwiony. Wierzch ciała zielonkawo-brązowy, spód cynamonowy. Biały pasek nad okiem i policzek. Ogon metalicznie brązowy, zewnętrzne sterówki mają białe końcówki. Prawie prosty dziób z białawą dolną częścią.
Zasięg występowaniaPustelnik hakodzioby występuje jedynie w kilku oddalonych od siebie lokalizacjach na południowo-wschodnim wybrzeżu Brazylii – na terenie stanów Bahia, Minas Gerais i Espírito Santo. Jest spotykany do wysokości 500 m n.p.m.
ŚrodowiskoZamieszkuje wilgotne lasy tropikalne. Występuje zwłaszcza wzdłuż strumieni, gdzie kwitną kwiaty helikonii. Widywany też był przy ozdobnych kwiatach w pobliżu lasów.
StatusMiędzynarodowa Unia Ochrony Przyrody (IUCN) od 2021 roku uznaje pustelnika hakodziobego za gatunek narażony na wyginięcie (VU – vulnerable); wcześniej – od 2000 roku miał on status gatunku zagrożonego (EN – endangered), a od 1994 roku – krytycznie zagrożonego (CR – critically endangered). W 2021 roku liczebność populacji szacowano na 2500–9999 dorosłych osobników. Trend liczebności populacji jest spadkowy. Głównym zagrożeniem dla gatunku jest postępujące na dużą skalę wylesianie, które doprowadziło do tego, że występuje on już tylko w kilku oddalonych od siebie siedliskach.